# Сандей-Лейк (Вашингтон)
Сандей-Лейк (англ. Sunday Lake) — переписна місцевість (CDP) в США, в окрузі Сногоміш штату Вашингтон. Населення — 1184 особи (2020).

## Географія
Сандей-Лейк розташований за координатами 48°13′49″ пн. ш. 122°16′4″ зх. д. / 48.23028° пн. ш. 122.26778° зх. д. (48.230172, -122.267664).  За даними Бюро перепису населення США в 2010 році переписна місцевість мала площу 4,65 км², з яких 4,48 км² — суходіл та 0,17 км² — водойми.

## Демографія
Згідно з переписом 2010 року, у переписній місцевості мешкало 640 осіб у 237 домогосподарствах у складі 185 родин. Густота населення становила 138 осіб/км².  Було 251 помешкання (54/км²).
Расовий склад населення:
| - 90,9 % — білих - 1,6 % — азіатів - 1,4 % — чорних або афроамериканців - 1,3 % — корінних американців - 0,8 % — вихідців з тихоокеанських островів |

До двох чи більше рас належало 3,3 %. Частка іспаномовних становила 3,4 % від усіх жителів.
За віковим діапазоном населення розподілялося таким чином: 23,0 % — особи молодші 18 років, 65,7 % — особи у віці 18—64 років, 11,3 % — особи у віці 65 років та старші. Медіана віку мешканця становила 42,7 року. На 100 осіб жіночої статі у переписній місцевості припадало 100,0 чоловіків;  на 100 жінок у віці від 18 років та старших — 96,4 чоловіків також старших 18 років.
Середній дохід на одне домашнє господарство  становив 92 670 доларів США (медіана — 86 813), а середній дохід на одну сім'ю — 89 896 доларів (медіана — 86 938). Медіана доходів становила 53 323 долари для чоловіків та 51 094 долари для жінок. За межею бідності перебувало 7,5 % осіб, у тому числі 9,5 % дітей у віці до 18 років та 48,6 % осіб у віці 65 років та старших.
Цивільне працевлаштоване населення становило 489 осіб. Основні галузі зайнятості: транспорт — 20,0 %, освіта, охорона здоров'я та соціальна допомога — 17,4 %, роздрібна торгівля — 12,7 %, виробництво — 12,5 %.